# Wilhelm Ernst Annas
Wilhelm Ernst Annas (Ratingen, 1859. április 19. – 20. század első fele) német író.

## Élete
Írói álneve E. Hockland-Rheinländer volt. Iskolai tanulmányait Mülheim an der Ruhr mellett, Speldorfban kezdte, majd Götterswickerhammban folytatta. Tanári diplomáját Moersben szerezte meg, ezután 1880-tól Nevigesben, 1888-tól Tönisheidében, 1892-től a Krefeld melletti Vennickelben, 1897-től Bliersheimben volt tanár. Halála pontos dátuma ismeretlen, az 1917-ben megjelent Kürschners Deutscher Literaturkalender még mint élő személyt említi. Regényeket, verseket alkotott.

## Válogatott munkái
- Van de Waterkant bit an de Alpenwand. Die Dialektdichter der Gegenwart (szerkesztő, antológia, 1885)
- Familie Klappspohn op der Vergnügungsrijs, (1888)
- Vor Roßbach (színdarab, 1902)